# غاليري لافاييت

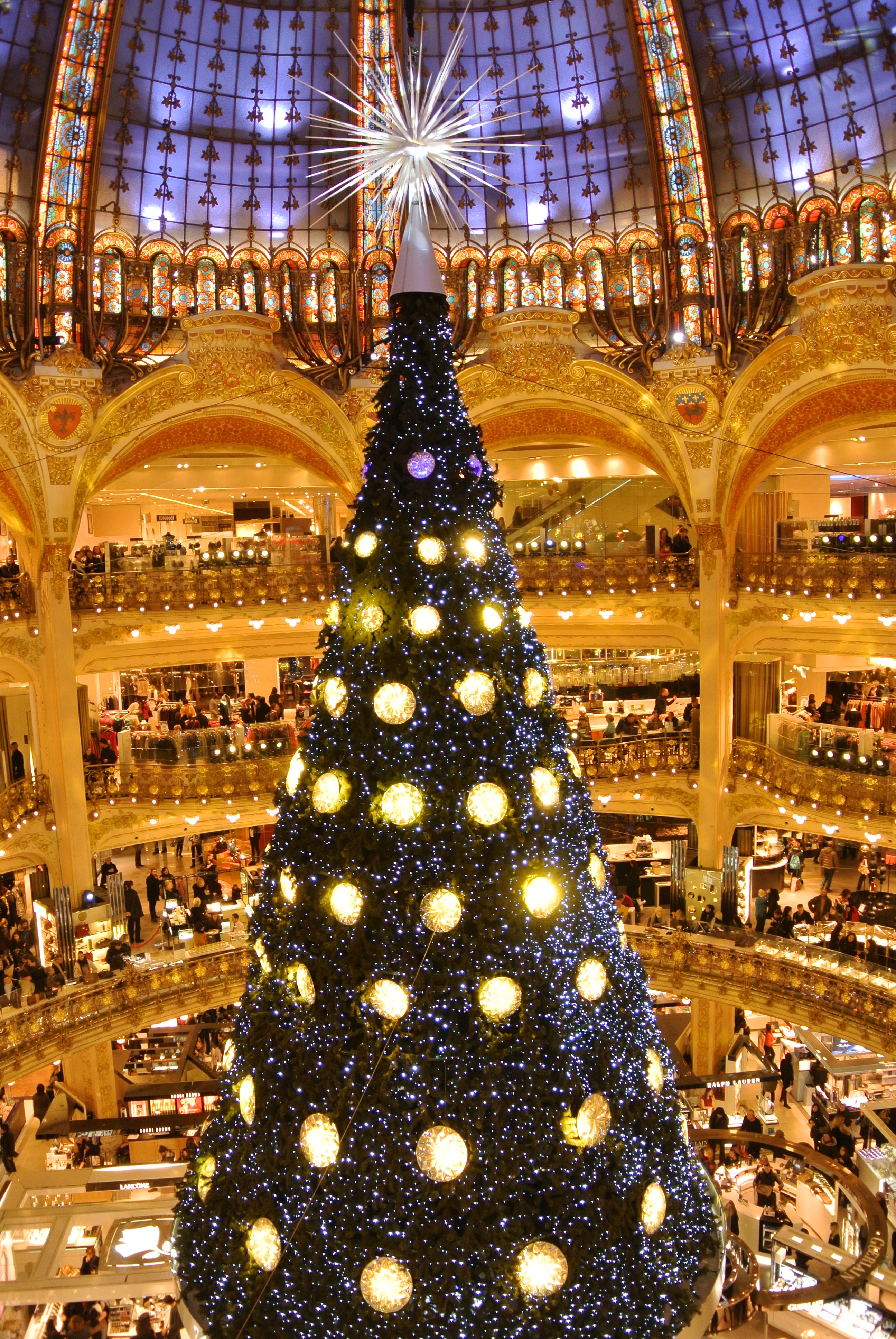
شجرة عيد الميلاد الضخمة داخل المبنى الرئيسي في شتاء سنة 2012.

غاليري لافاييت أو غاليري لافاييت هوسمان (بالفرنسية: Galeries Lafayette) هو متجر في شكل مجمع تجاري للشركات الفرنسية والعالمية الراقية. يقع مقره الرئيسي في شارع هوسمان في الدائرة التاسعة لباريس.

في 2009، سجلت غاليري لافاييت أكثر من مليار يورو كأرباح لها، وتقدمت على هارودز في لندن، وبلومنجديلز في نيويورك، واسيتان في طوكيو.

لدى غاليري لافاييت 63 فرع في فرنسا، وكذلك خمسة فروع في العالم.

أثناء 2009، استقبلت غاليري لافاييت 25 مليون زائر، أي ما يقارب 000 100 زائر يوميا على مساحة 000 70 متر².

## التاريخ

### البداية
في 1893، تيوفيل بادر وألفونس كان الذين تربطهما علاقة أبناء العم والذين يرجع أصلهما إلى منطقة الألزاس، يتشاركان في فتح محل صغير للمقتنيات والملابس الجديدة.

في 1894، فتحا أول متجر باسم غاليري لافاييت في زاوية شارع لافاييت وشارع شوسيه دونتان، بعد أربعين سنة من افتتاح متجر أخر مشابه إسمه لو بون مارشيه.

يقع هذا المحل في موقع ممتاز بجانب قصر غارنييه، الجادات الباريسية ومحطة باريس سان لازار. سريعا ما جذب هذا المتجر أصحاب المكاتب والطبقات البرجوازية الصغيرة والمتوسطة.

في 1896، اشترى المتجر كامل البناية الواقعة في 1 شارع لافاييت، وفي 1903، بنايات كل من 38، 40 و42 شارع هوسمان إضافة إلى 15 شارع شوسيه دونتان. جورج شيدان وفرديناند شانو كانا المكلفين بهاته التوسيعات والاقتناءات.

في 1912، تم الانتهاء من قبة غاليري لافاييت ذات نمط الفن الجديد، تم وصف المحل وخاصة هذه القبة في كتاب فلورنس براشيه شامبسور المعنون «مئة سنة تحت القبة» بمناسبة مئوية إنشاء هذه القبة سنة 2012.

### متجر فاخر

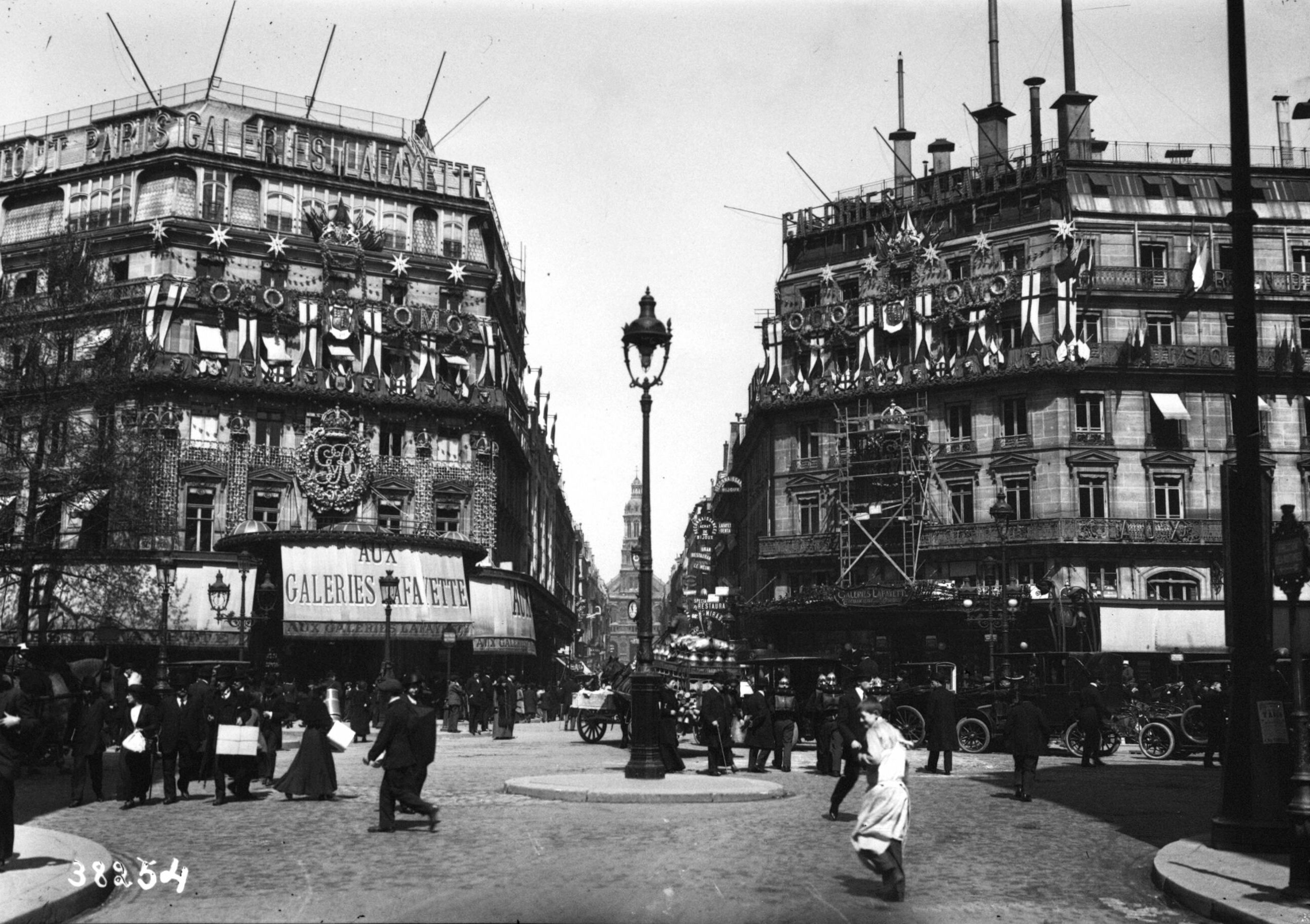
غاليري لافاييت مزينة بسبب التحضير لإستقبال الملك جورج الخامس في أبريل 1914 لباريس.

في 1900، تم إيداع علامة «أو غاليري لافاييت» (Aux Galeries Lafayette) رسميا.

في 1908، تم افتتاح بذرة أول متجر في شارع هوسمان.

في أكتوبر 1912، تم افتتاح أول متجر كبير ورئيسي، وكان يتكون من 96 جناح أو رف، قاعة شاي، مكتبة وقاعة حلاقة. وله أيضا خمسة طوابق، عدة شرفات وقبة كبيرة. وكانت مستوحاة من العمارة البيزنطية حيث كانت ذات طول 33 متر، ومغطاة بعشرة أحزمة زجاجية ملونة وغنية بالزخارف المختلفة.

درابزين الطوابق الداخلية المزينة بالأوراق، قام بنحتها لوي ماجورال، وهو من قام أيضا بتزيين السلالم.

من رغبات تيوفيل بادر، هو أن يكون هناك ضوء يخرج من مركز القبة وينير القاعة الرئيسية ودرجها الفخري ويقوم بتلميع المنتوجات. في قمة المبنى، يوجد شرفة كبيرة تسمح للزوار برؤية باريس وتحفتها الجديدة برج إيفل. نوافذ العرض تلعب دورا كبيرا في الجانب التسويقي والشرائي، حيث يجب أن ترضي كل الأذواق وكل الرغبات. ويسخر كل شيء لجعل الزبون في حالة جيدة وله الرغبة في الشراء.

أغلب ما في المتجر مخصص لكل ماهو جديد وللموضة. بعد ذلك أضافت إدارة المتجر، الملابس الرجالية والمقتنيات المنزلية والألعاب وأغراض الزينة والديكور.

في 19 يناير 1919، حط جول فيدرين بطائرته كودرون جي 3 على شرفة المتجر الكبير.

### بعد الحرب
بعد الكساد الكبير في سنة 1929، والحرب العالمية الثانية، شهدت السنوات 1950 انتعاشا ملحوظا.

وهنا ظهرت عدة عمليات تجارية لإعادة النهوض بهذا المتجر الضخم، مثلا قدوم إديث بياف للغناء سنة 1950، حيث كانت بياف المغنية المفضلة لدى الفرنسيين. في 1953، قامت غاليري لافاييت بتدشين تصميم تجاري جديد وهو القيام بأول معرض يندرج ضمن سلسلة من المعارض العديدة التي ستقوم بها.

في 1958، تم إطلاق "ليه 3 جي"، وهم عدة مقالات إخبارية ذوات جودة عالية يتم عرضهم للبيع بأسعار منخفضة على غير العادة لمدة ثلاثة أيام، وهو ما لقى رواجا كبيرا.

بين 1952 و1956، تم إنشاء أول سلالم متحركة في البناية. وكذلك تم حذف القاعات الداخلية وإضافة طابقين إثنين.

### من السنوات 1960 إلى السنوات 2000
في 1969، تم إنشاء بناية أخرى تابعة لغاليري لافاييت مخصصة للملابس الرجالية في الجهة المقابلة على شارع موغادور.

لعبت غاليري لافاييت دورا مهما بإنشاء وصقل المواهب الجديدة للمصممين ونشر تصاميمهم بوضعها في محلات صغيرة للعرض داخل المتجر التجاري الضخم. وكان هذا هو الحال بالنسبة للمصمم دانيال إشتار وبيير كاردان وإيف سان لوران وأخرين.

في 1974، تم تفكيك الدرج الفخري. وفي 1984، تم تعديل الطابق الأرضي بتقسيمه لقطع صغيرة مفتوحة لنصب متاجر صغيرة.

منذ 1975، مع 800 47 متر² مخصص لأماكن التجارة، احتلت غاليري لافاييت المرتبة الأولى في فرنسا بتحقيق أرباح أعلى من برانتون، لو بي أيتش في ماريه، ولا ساماريتان، وكذلك لو بون مارشيه.

في 1980، واصل المجمع التجاري الضخم مساهماته في عالم الأزياء، حيث قام بإنشاء مهرجان الموضة الذي لاقى نجاحا ورواجا كبيرين.

في 1996، احتفلت غاليري لافاييت بعيد ميلادها المئة. وبالمناسبة قامت بعض الماركات والعلامات التجارية العريقة والضخمة بإخراج نماذج كلاسيكية قديمة.

في 2009، تم افتتاح فضاء مخصص للأحذية النسائية في الطابق السفلي الأول على مساحة 000 3 م². وأصبح هذا الفضاء ثاني أكبر متجر للأحذية في العالم وراء سيلفريدجز في لندن.

في 2010، افتتحت غاليري لافاييت فضاء مخصص لخمور مدينة بوردو واسمه بوردوتاك، وهو أكبر مخزن لأنواع الكروم والعنب في العالم (500 1 مرجع ونوع).

## غاليري لافاييت اليوم

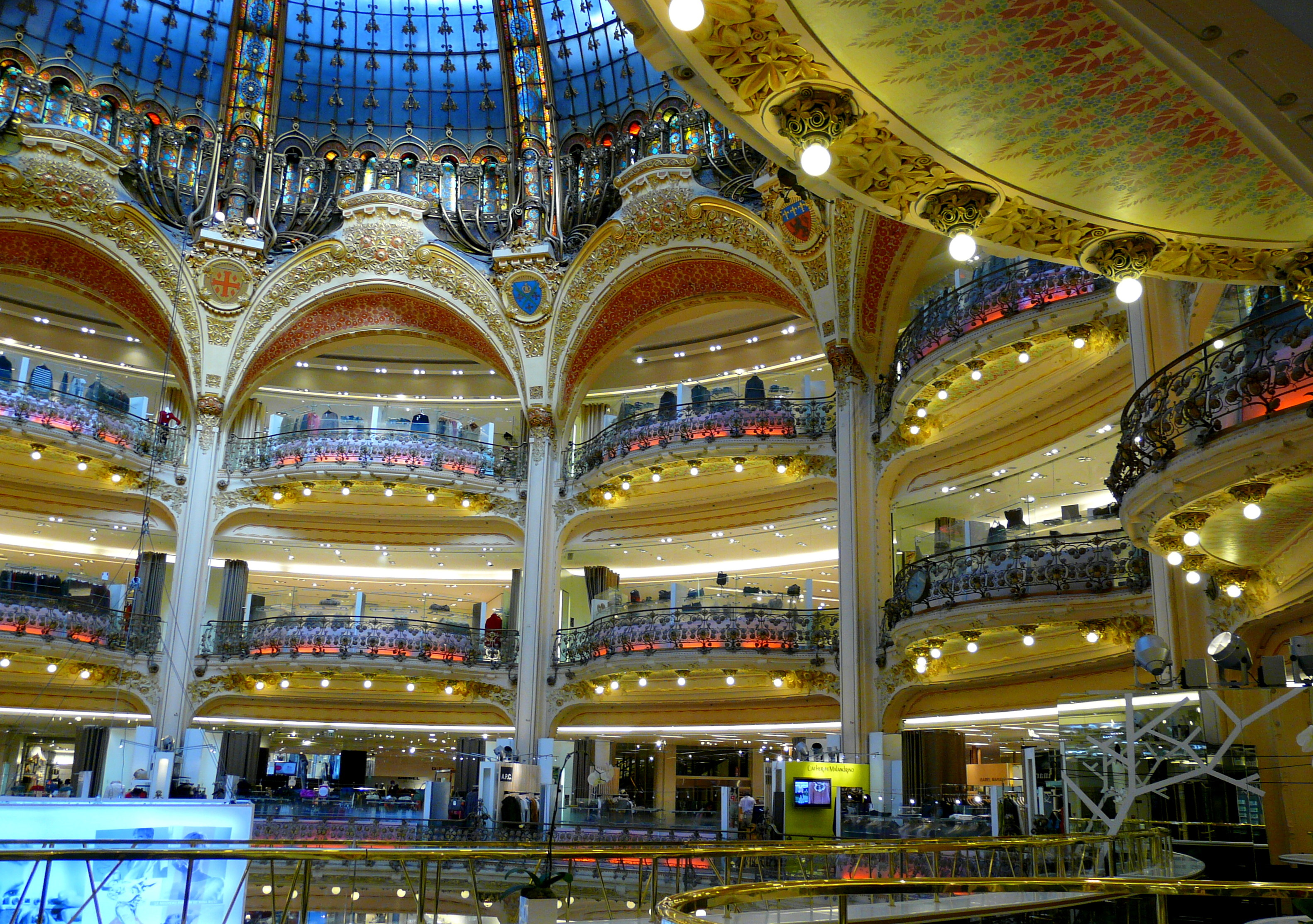
زخرفة داخلية للمبنى أين تظهر معالم نمط الفن الجديد.

في هذه الأيام، لا يزال المبنى يشهد تحسينات دورية على مدار السنة. 

يحتل الصينيون المرتبة الأولى في زوار غاليري لافاييت، ويتقدمون على الأمريكيين واليابانيين. منذ 1 سبتمبر 2009، تضاعفت العائدات المتحصل عليها من قبل الزبائن الصينيين. حسب لافاييت فإنهم يقتنون أساسا العطور والزينة اليدوية والجسدية مولعين بالفخامة وطريقة التعامل الفرنسية. كنوع من الإستقبال والحفاوة، وضعت غاليري لافاييت حوالي 12 شخصا يعمل في المتجر يتكلمون المندرين والكنتونية. وأضافت أيضا خرائط للبنايات الثلاث المتجاورة التابعة لغاليري لافاييت باللغة الصينية لتسهيل عملية التجول والتسوق.

يذكر أن هذه الخرائط موجودة بأكثر من 10 لغات منهم العربية.

في 2012، استقبلت غاليري لافاييت 27 مليون زائر.

في 2013، لدى غاليري لافاييت 65 فرع في فرنسا والعالم. وبالنسبة للعالم فلديها فروع في برلين والدار البيضاء ودبي وجاكرتا وبكين.

وكذلك في 2013، احتوت غاليري لافاييت أكثر من 500 ماركة وعلامة مسجلة وطنية وعالمية.

وفي 2013، كان طاقم غاليري لافاييت يتكون من حوالي 000 15 شخص.

في 2005، سجلت الشركة أرباح تقدر ب700 621 1 مليون يورو.

## الحوكمة

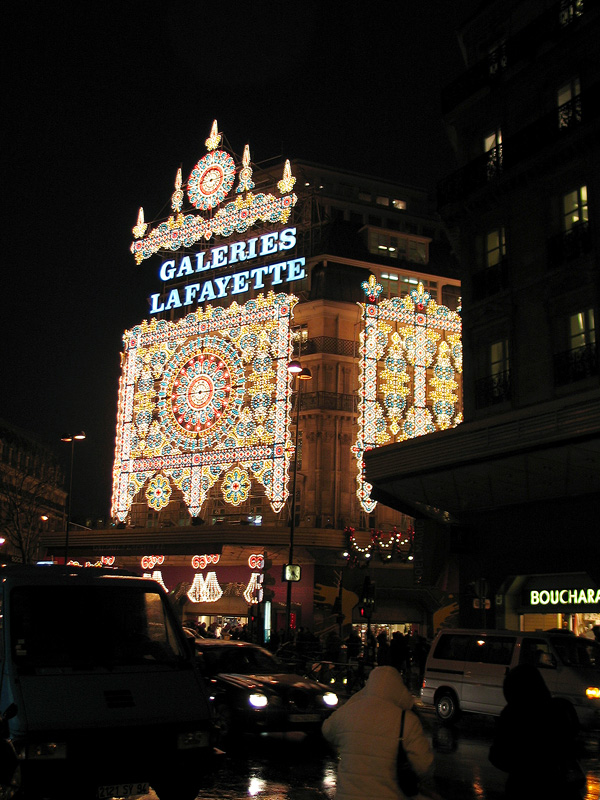
واجهة المبنى الرئيسي في شتاء سنة 2004

تدار مجموعة غاليري لافاييت وغاليري لافاييت في حد ذاتها من مجلس الرقابة ومجلس الإدارة، إضافة إلى وجود لجنة تنفيذية.
يتكون مجلس الرقابة من:
| - جينات مولان (رئيسة المجلس). - جاك كالفيه. - أوغوستان بيلوا. - رولاندو ببينيديك. - جان بوناردو. | - دانيال كاتيار. - إمانويال داندريه. - غويوم أوزيه. - أرتور لومان. - بيار مونجان. | - إيزابال مولان. - فيليب سانتيني. - مراقبون: ميشال بيبيرو، بيار كزافييه. |

يتكون مجلس الإدارة من:
- فيليب أوزيه (رئيس المجلس).
- نيكولا أوزيه.
- إوغو سوبينو.

تتكون اللجنة التنفيذية من:
- فيليب أوزيه (رئيس مجلس الإدارة).
- إوغو سوبينو (عضو مجلس الإدارة، مدير المالية).
- نيكولا أوزيه (عضو مجلس الإدارة، رئيس ماركة لوي بيون وماركة رويال كوارتز، مدير عام، رئيس ديديه غيران).
- فيليب لوموان (رئيس مدير عام لازار).
- إريك كوستا (مدير بي يو سيتينوف).
- لوران بوشيه (مدير تمويل الشركات).
- لوران أيناز (مدير الاستراتيجية والتنمية).
- ماري إيلان بلانفوسيه (مدير المواهب، والاتصالات، والمسؤولية الاجتماعية للشركات).

## في السينما
في فيلم الصينيون في باريس للمخرج جان يان والذي أخرج سنة 1974، جيش احتلال صيني يستولي على غاليري لافاييت: «المقر القيادي لعمليات الجيش الصيني تم تثبيته في متجر ضخم في العاصمة، على الضفة اليمنى. الموقع المركزي للبناية، حجمه وعدم كثرة تقاسيمه، يجعلون منه اختيار ممتاز. قال المفوض السامي الصيني أن هذا الهيكل لديه فائدة مزدوجة لتعزيز الحياة المجتمعية وسهولة الرصد والمراقبة. سيتم نقل جميع المعدات والسلع الموجودة في المتجر من قبل القوات الصينية».

في فيلم خوف على المدينة للمخرج جان بول بلموندو والذي أخرج في 1975، تم تمثيل مشهد ملاحقة في شرفات المجمع وكذلك داخل المتجر بنفسه. سمع أنذاك دوي إطلاق نار، فنشرت رسالة صوتية تقول «أن هناك شيء ما يحدث في غاليري لافاييت».

## مقالات ذات صلة
- مجموعة غاليري لافاييت

## وصلات خارجية
- الموقع الرئيسي لغاليري لافاييت باريس.
- الموقع الرسمي لمحلات غاليري لافاييت عموما.
- الموقع الرسمي لمجموعة غاليري لافاييت.
- قائمة الماركات والعلامات التجارية الموجودة في مجمع غاليري لافاييت التجاري.